# Липщат
Липщат (на немски: Lippstadt) е град в Северен Рейн-Вестфалия, Германия, с 67 233 жители (2015) и площ 113,68 km².
Основан е през 1185 г. Намира се на река Липе, на ок. 60 км източно от Дортмунд, 40 км южно от Билефелд и 30 км западно от Падерборн.

## Родени
- Карл-Хайнц Румениге (* 25 септември 1955), футболист